# Ansitz Förthof
Der Förthof ist ein Ansitz in der Katastralgemeinde Stein in der Statutarstadt Krems an der Donau in Niederösterreich. Er steht unter Denkmalschutz.
Er ist der Mittelpunkt der Siedlung Förthof.

## Geschichte
Nach vielen Römerfunden zu schließen, muss die Förthofer Fähre etwa von 100 n. Chr. an stark benutzt gewesen sein. Der Sage nach soll Karl der Große den Hof gegründet haben. Ursprünglich gehörte die Fähre dem deutschen König, später dem Bischof von Passau, der um 1240 den österreichischen Herzog damit belehnte. Von diesem wurden die Überfuhrrechte weiter verliehen.
1220 erscheint erstmals „Rapoto de Urfar“. 1325 nennt sich Albrecht Schenk „von Ferthoven“.
Mit Errichtung der Donaubrücke 1463 diente der Hof nur noch als Straßensperre.
1291 wurde die Matthiaskapelle neben dem Ansitz errichtet über die ein Patronatsrecht für den Förthof bestand.
Um 1530 erscheint Isack Aspan vom Haag als Besitzer, der auch diverse Umbauten durchführt und in der Kapelle protestantische Gottesdienste einführt. Diese gab es bis 1613. Ab 1589 waren die Protestanten der Städte Krems und Stein gezwungen den Gottesdienst außerhalb der Stadt zu besuchen (Auslaufen) zumeist waren dies neben dem Förthof auch die Burg Rehberg.
1624 gelangt die Kapelle an das Chorherrenstift Dürnstein, 1788 an das Stift Herzogenburg. Der Förthof war bis 1848 Bestandteil der Grundherrschaft Dürnstein. Um 1850 erfolgte die Umgemeindung zur Stadt Stein. Heute ist der Bau Privateigentum der Bewohner.

## Beschreibung
Der Förthof liegt knapp westlich von Stein an der Donau, neben der Wachauer Bundesstraße. Die weitläufige, geländebedingt zwei- bis dreigeschössige Mehrflügelanlage umschließt in unregelmäßiger Weise einen entsprechenden, beiläufig 4-seitigen Innenhof. Der Komplex geht im Kern auf die 2. H. d. 16. Jhs. zurück, doch können gerade die unregelmäßig-polygonal angelegten nördl. Bereiche mit der an der NO-Ecke angelegten Einfahrt älteren Ursprungs sein. Hofseitig sind Treppenläufe und Laubengänge zur Erschließung der Obergeschoße vorgelegt. Die Südfassade besitzt einen Rechteckerker und an der SW-Ecke einen über 2 Geschoße reichenden Runderker mit Renaissancedekor. Die repräsentative, als Hauptfassade gestaltete Front weist restaurierte Reste von Ornamentmalerei des späten 16. Jhs. auf. Der Bau zeigt gut die lokale Architekturtradition der frühen Neuzeit.